# Frankie and Johnny
För långfilmen från 1991 med Michelle Pfeiffer och Al Pacino, se Frankie & Johnny.
Frankie and Johnny är en amerikansk långfilm från 1966 i regi av Frederick De Cordova, med Elvis Presley och Donna Douglas i huvudrollerna.

## Inspelning
Inspelningen av filmen började 25 maj 1965 och avslutades den 30 juni samma år. Filmbolaget denna gång var United Artists, precis som för bland annat Kid Galahad och Clambake. Under denna tid var Presley mycket intresserad av religionsstudier, vilket även Douglas var. Detta gjorde att de hade djupa diskussioner under inspelningen.

## Premiär
Filmen hade premiär i USA den 31 mars 1966 i Baton Rouge, Louisiana. I Sverige hade den premiär den 6 juni 1966.

## Handling
Handlingen utspelar sig under slutet av 1800-talet på en ångbåt på Mississippifloden. Johnny, spelad av Presley, har spelbekymmer och lånar pengar från alla möjliga. Hans flickvän Frankie, spelad av Douglas, har tröttnat. När Johnny vänder sig till en spåkvinna och får rådet att använda en rödhårig kvinna som tur-amulett, så börjar sökandet. Problemet är att det bara finns en rödhårig kvinna på båten; chefens flickvän. Hon står bredvid Johnny då han spelar, och han vinner. Frankie blir svartsjuk och chefen Braden likaså. Ett skott under en show blir det avgörande, och visar hur kärleken faktiskt är oövervinnerlig.

## Medverkande
- Elvis Presley   - Johnny
- Donna Douglas   - Frankie
- Harry Morgan    - Cully
- Sue Ane Langdon - Mitzi
- Nancy Kovack    - Nellie Bly
- Audrey Christie - Peg
- Robert Strauss  - Blackie
- Anthony Eisley  - Braden

## Budget
Filmens budget uppskattas ha varit omkring 4,5 miljoner dollar.

## Soundtrack
Filmen innehöll 12 sånger, däribland When the Saints Go Marching In och Down by The Riverside. Albumet hamnade på plats 20 på "Top pop Albums chart" i USA och belönades med en amerikansk guldskiva den 6 januari 2004. Titelsången Frankie and Johnny hamnade på plats 25 på Billboard hot 100 och dess b-sida "Please Don't Stop Loving Me", också från filmen, hamnade på plats 45 på samma lista.